# Şalom
Шало́м (Şalom) (ивр. שלום‎, «Мир») — еврейский еженедельник, издаваемый в Турции. Его название Şalom отражает турецкое написание ивритского слова шалом. Газета основана 29 октября 1947 года турецким евреем, журналистом Аврамом Леёном. Печатается в Стамбуле. Кроме страницы на ладино, основной язык газеты — турецкий. Главный редактор — Иво Молинас. Редактор — Якуп Барокас. Тираж — 5.000 экземпляров.